# تا وقتی دیگر نتپد
«تا وقتی (قلبم) دیگر نتپد» (به انگلیسی: Until It Beats No More) ترانه‌ای است از جنیفر لوپز، خواننده آمریکایی که در هفتمین آلبوم استودیویی او با نام عشق؟ (۲۰۱۱) منتشر شد. این ترانه توسط ایوان بقرات و جورگان الوفسون نوشته شده و تهیه‌کنندگی‌اش را تونی جانسون بر عهده داشته‌است. این ترانه یک سافت راک است و محتوای آن دربارهٔ عشقی است که هرگز نمی‌میرد. منتقدان موسیقی، دربارهٔ «تا وقتی دیگر نتپد» نوشتند که این ترانه، قطعه‌ای دربارهٔ مارک آنتونی، همسر پیشین لوپز می‌باشد. «تا وقتی دیگر نتپد» از سوی منتقدان موسیقی، کسانی که آن را ترانه‌ای برجسته از آلبوم عشق؟ می‌دانند، عموماً تحسین‌هایی مثبت دریافت کرد. این ترانه در جدول گائون چارت رتبه ۱۷ را تصاحب کرد.
«تا وقتی دیگر نتپد» در زمان‌های زیادی به‌طور زنده اجرا شده‌است؛ به‌طور برجسته در کنسرت سالگردی برای موهگان سان کسینو واقع در آن‌کسویل، کانکتیکات، جایی که لوپز در آن بعد از اجرا شروع به گریه کردن کرد. این ترانه در طول آگهی بازرگانی لوپز با عنوان «دنیای من» برای فیات ۵۰۰، به عنوان پس زمینهٔ موسیقی استفاده شد. این آگهی لوپز را در حال ترک کردن منهتن و پیمودن راهش به سمت زادگاهش در برانکس، به تصویر می‌کشد. بحث زمانی روی داد که آشکار شد که لوپز آگهی بازرگانی را در برانکس فیلم‌برداری نکرده بود؛ ولی به جای آن نماهایی از نزدیک در لس آنجلس فیلم‌برداری شد؛ زمانی که در برانکس، یک نفر دو بار برای فیلم‌برداری سکانس‌های رانندگی استفاده شد.

## موسیقی و متن
«تا وقتی دیگر نتپد» یک سافت راک است و مدت زمان آن ۳ دقیقه و پنجاه و دو ثانیه (۳:۲۲) است. این ترانه را ایوان بقرات، جورگان الوفسون و تروی ریدیو جانسون سروده‌اند و همچنین توسط جانسون تهیه‌کنندگی و مهندسی صدا شده‌است. کوک هارل نیز این ترانه را در لس آنجلس، با ویرایشی از تک ارویان، ضبط و مهندسی صدا کرد و همچنین صدای لوپز را برای این ترانه در استودیو پلاس ریکوردینگ ضبط کرد. این ترانه در پایان توسط تیرور مازی میکس صدا شد.
«تا وقتی دیگر نتپد» دربارهٔ عشقی صحبت می‌کند که هیچگاه نمی‌میرد. طبق گفتهٔ لوپز، این ترانه دربارهٔ وقتی است که شما در زندگی‌تان در وضعیتی خیلی بد هستید و بعضی‌ها وارد می‌شوند و شما را مجبور می‌کنند تا دوباره عشق را باور کنید. لوپز همسر پیشین خود مارک آنتونی را آن بعضی‌ها معرفی کرد. مونیکا هرا از بیلبورد، با این متن شعر، این [گفته لوپز] را برداشت می‌کند: «من تپش (قلبم) را دوباره حس کردم، قوی تر از قبل.» سکات شلتر از پاپ‌کراش، با این متن شعر، به دیدگاه خوشبینانه‌اش از ترانه اشاره کرد: «من سرزنده هستم، من می‌توانم نفس بکشم، من می‌توانم احساس کنم، من باور دارم.»
این ترانه از مونیکا هرا، کسی که آن را «راستگو و بزرگسال» توصیف کرد، نقدهایی مثبت دریافت کرد. جودی روسون از رولینگ استون، «تا زمانی که دیگر نمی‌زند» را یکی از دو ترانهٔ برجستهٔ آلبوم عشق؟ می‌داند؛ که دیگری ترانهٔ روی صحنه است. شاین فانیکس از هات پاتس، با گفتن این‌که: «متن ترانه «سپات- ان» است» و «بادها فبو هستند، کلیدها و بریک کلیدها در این ترانه، واقعاً به حس صدای او (لوپز) اجازه می‌دهند تا بیرون بیاید و بدرخشد»، نظری مثبت دربارهٔ ترانه ارائه کرد. او با گفتن این‌که: «اگر شما به دنبال یک ترانهٔ عاشقانهٔ جدید می‌گشته‌اید، این (ترانه) اوج [انتخاب] شماست.»، سخن خود را به پایان رساند.

## اجراهای زنده
جنیفر لوپز در هنگام میزبانی‌اش در برنامه پخش زنده شنبه شب، پخش زنده «تا زمانی که دیگر نمی‌زند» را شروع کرد. لوپز این ترانه را با عنوان «قطعه‌ها» توصیف کرد. او این ترانه را در ۲۲ اکتبر ۲۰۱۱، در کنسرت سالگردی برای موگان سان کاسینو اجرا کرد. لوپز خواندن ترانه را با گفتن: «من آخرین ترانه‌ای را که دربارهٔ عشق سرودم برایتان خواهم خواند… از حالا به بعد خیلی چیزها تغییر کرده است»، آغاز کرد. بعد از اجرای این ترانه، لوپز شروع به گریه کردن کرد.
«تا زمانی که دیگر نمی‌زند» به عنوان مقدمه‌ای برای اجرای لوپز در جایزه موسیقی آمریکا در تاریخ ۲۰ نوامبر ۲۰۱۱ استفاده شد. او لباسی طلایی رنگ پوشیده بود به همراه یک صفحه نمایش در پشت سرش که این کلمات: «عشق… این یک سفر است و من هنوز سوال‌هایی دارم» روی آن نمایش داده شده بود. لوپز شروع به فروریختن کرد، به هر حال، با آشکار شدن اینکه در پیرامون گریه کردن بود. بعد، او توقف کرد؛ نگاهی کرد و برای اجرای ترانهٔ پاپی، بسیاری از لباس‌هایش را درآورد. منتقدان «تقلید فروریختن» را نوشتند تا در طول اجرای ترانه در موهگان سان کاسینو در ماه اخیر، سیخونکی خنده‌دار شود. این اجرا با موزیک ویدیوی ترانهٔ زهرآگین از بریتنی اسپیرز و همچنین اجرای لوپز در جوایز موسیقی آمریکا در سال ۲۰۰۱ مقایسه شد.
«تا زمانی که دیگر نمی‌زند» در لیست تور کنسرت آغازین لوپز، تور جهانی رقص دوباره در سال ۲۰۱۲، گذاشته شد. در باب انتقاد از کنسرت او در دبی، ناتالی لانگ از تبلویید! گفت که اگر چه بخش بزرگی از اجرای او آپ- تمپو بود، «هنگامی که لوپز برای خواندن نشست، همهٔ صدایش را برای آهنگ‌هایی مانند تا زمانی که دیگر نمی‌زند بیرون داد؛ او ثابت کرد که داوری عالی برای آمریکن آیدل است- او صدای زیری عالی دارد. این زن چه کاری نمی‌تواند انجام دهد؟»

## استفاده در رسانه

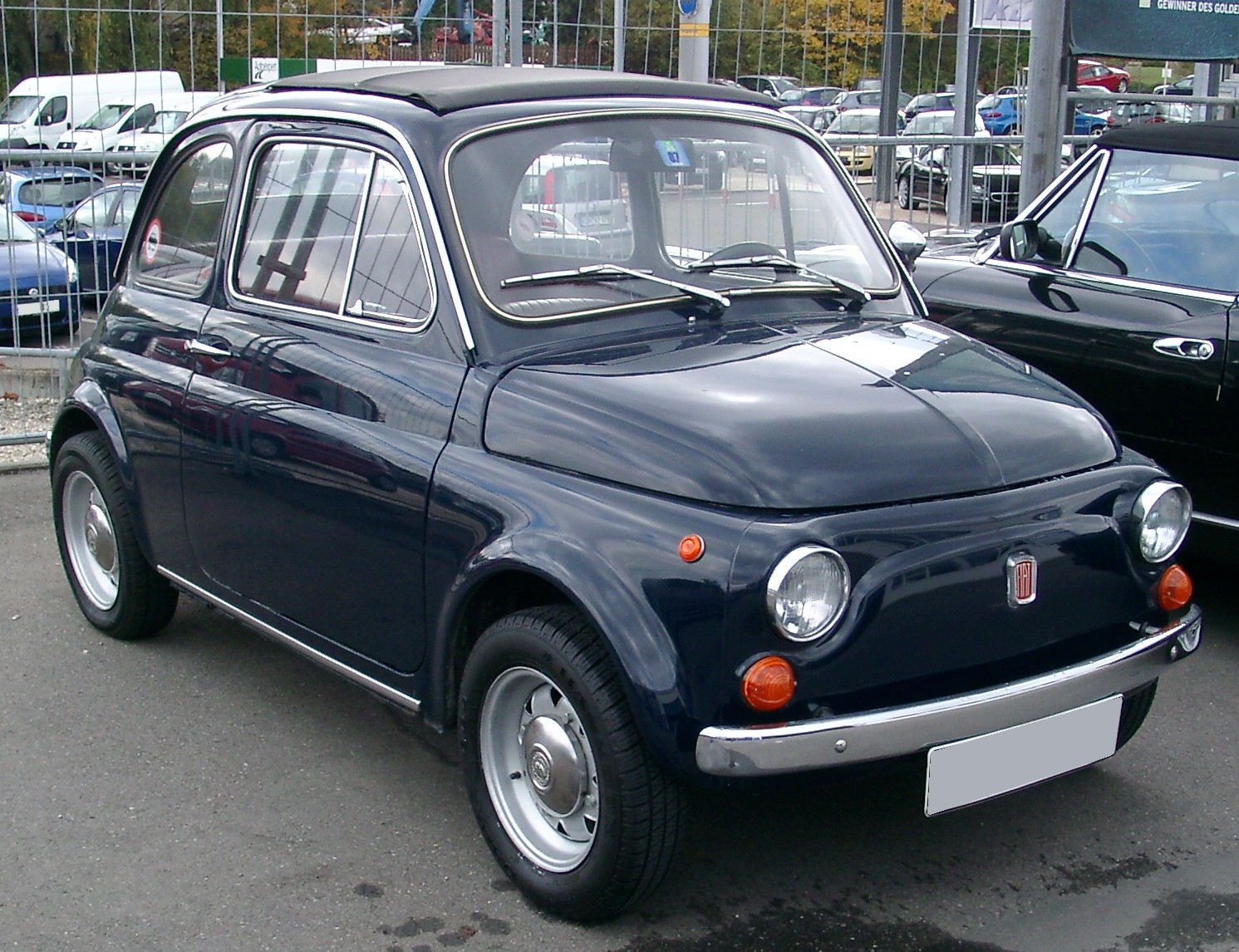
فیات ۵۰۰. نماهنگ این ترانه تبلیغی تجاری برای این ماشین است.

«تا زمانی که دیگر نمی‌زند» به عنوان پس‌زمینهٔ موسیقی لوپز برای آگهی بازرگانی ماشین فیات ۵۰۰ برجسته است. این آگهی بازرگانی، با عنوان «دنیای من»، لوپز را در حال ترک کردن منهتن و طی مسیرش به زادگاه‌اش، برانکس، به تصویر می‌کشد. لوپز در پشت فرمان ماشین دیده می‌شود، و در حال رد شدن، به مناظر برانکس خیره می‌شود. صدایی از بیرون می‌گوید: «این‌جا، این‌جا دنیای من است. این‌جا به من الهام می‌کند که محکم‌تر باشم؛ تا تیزتر بمانم، تا سریع‌تر فکر کنم. آن‌ها ممکن است برای تو فقط خیابان باشند اما برای من، زمین بازی هستند.»
بحث زمانی روی داد که آشکار شد که لوپز آگهی بازرگانی را در برانکس فیلم‌برداری نکرده بود؛ ولی به جای آن نماهایی از نزدیک در لس آنجلس فیلم‌برداری شد؛ زمانی که در برانکس، یک نفر دو بار برای فیلم‌برداری سکانس‌های رانندگی استفاده شد. فیات و لوپز برای بازگشت لوپز به برانکس و تبلیغات اشتباه، محکوم شدند. فیات بیانه‌ای منتشر کرد که می‌گفت: «هر دو آگهی بازرگانی جنیفر لوپز در برانکس و مکان‌های خارج فیلم برداری شد. همان‌طور که می‌دانید، در جهان امروز، مردم به طور افزاینده‌ای موبایل و کار خود را به انواع مختلفی از مکان‌ها می‌آورند. در نتیجه، هر زمان که خانم لوپز در حال کار کردن بود، زمانی که برنامه‌اش را تطبیق دهد، ما فرصتی برای فیلم‌برداری پیدا کردیم. این آگهی، داستانی را روایت می‌کند از این‌که چگونه عناصر ساده از تربیت ما می‌توانند کمک کنند تا توضیح دهیم که ما کی هستیم، جایی که ما در حال رفتن و خدمت کردن به عنوان یک منبع الهام‌بخش هستیم، تا به اهداف خود در زندگی برسیم. یکی نیازی ندارد که در مکانی خاص باشد تا مورد الهام قرار گیرد یا به مورد الهام قرار گرفتن ادامه دهد.»

## عوامل
عوامل سازنده این ترانه عبارت اند از:
- جیم آنانزیتو - مهندسی صدا
- ایوان بقرات - ترانه‌سرا
- جورگان الوفسون - ترانه‌سرا
- شانی گنجالس - افزودن آراندبی
- جاش گادوین - مندسی صدا
- کوک هارل - تهیه‌کننده صدا، مهندسی صدا، ویراستار صدا
- تروی جانسون - ترانه‌سرا، تهیه کننده، مهندسی صدا
- تیرور مازی - مهندسی میکس
- تک «ا» رویان - ویراستار صدا

## جدول‌ها
| جدول‌ها                 | بهترین موقعیت |
| ---------------------- | ------------- |
| کره جنوبی (گائون چارت) | ۱۷            |